# Csisztu Mihály
Csisztu Mihály (Timár, 1933. március 16. – Budapest, 2008. március 26.) festő, grafikus, Csisztu Zsuzsa sportoló, televíziós műsorvezető édesapja.

## Életpályája és munkássága
Eredetileg festőnek készült, de grafikai érdeklődése egyéb ambícióit elnyomta. Fiatalon, hátrányos helyzetű közegből kizárólag tehetségének és művészi érzékenységének köszönhetően került fel Budapestre, ahol a Lövőház utcai képzőművészeti szabadiskolát látogatta, melyet Kmetty János vezetett. Leginkább a rézkarc és a hidegtű foglalkoztatta. Hatással vannak rá Ék Sándor, Fónyi Géza és Hincz Gyula mesterek, és  Koffán Károly is, akit szintén mestereként tartott számon.
A gyermekkor világa, a szülőföld (Timár és környéke) és a paraszti élet vissza-visszatér alkotásaiban. A szűkebb szülőföld legfontosabb műemlékeit szintén részletezően pontos rézkarcokon örökítette meg. A Dunakanyar csak jóval később vált kedvelt működési területévé. Budapest számos részlete szintén megihlette. A főváros egyesítésének centenáriumára elkészítette Budapest körpanorámája című vedutáját.
Az 1990-es évek végén újra a festészet felé fordult, alkotómunkáját akvarell tájképekben teljesítve ki. Munkái között fellelhetőek Magyarország világörökségének részeként is számon tartott építészeti nevezetességek, jellemző városképek, idilli tájképek, tudósportrék, csendéletek és még számos más műalkotás. Grafikái, rézkarcai, hidegtűtechnikával készült metszetei, akvarelljei és olajfestményei Ausztráliától az Egyesült Államokon át, számos országában fellelhetőek.
A történelmi feljegyzések alapján, kortársaival együtt ő is részévé az 1956-os forradalomnak, a szellemi motorjaiként számon tartott képzősökkel együtt ő is harcolt a szovjet megszállás ellen. Részt vett a Főiskola épületének védelmében, társaival együtt járőrszolgálatot is teljesített több ízben Zugló utcáin és kis híján a mai Stefánia úton végigvonuló szovjet tankok áldozatává vált. Képtelen volt feldolgozni négy évfolyamtársának a Főiskola épületében bekövetkezett értelmetlen halálát. Részvételét az '56-os forradalomban Kisfaludy András rendező Elárultak Bennünket címmel az '56-os forradalom 50. évfordulójára készült dokumentumfilmje és Csizmadia Zoltán és Csizmadia Zoltánné dr. A Magyar Képzőművészeti Főiskola részvétele az 1956-os forradalom és szabadságharcban című könyve is őrzi.
Cselekedeteiért a Hazáért és a Nemzeti helytállásért elismerésben részesült, személyének szóló emléklapot és elismerést 2007 őszén már csupán a kórházban vehette át Wittner Mária országgyűlési képviselőtől.
A művész másfél évvel felesége halála és hosszas betegeskedés után 2008 tavaszán hunyt el.

## Egyéni kiállítások
- 1971 - Móricz Zsigmond Színház, Nyíregyháza
- 1973 - Budapest
- 1975 - Szabolcs-Szatmár Megyei Napok Tokajban, Művelődési Otthon, Tokaj • Báthori István Múzeum, Nyírbátor
- 1980 - Jósa András Múzeum, Nyíregyháza

## Válogatott csoportos kiállítások
- 1958 - Nemzetközi képzőművészeti kiállítás. Képzőművészet Magyarországon 1945-1958. Központi Kiállító Terem, Moszkva, Szovjetunió
- 1959 - VII. Magyar Képzőművészeti kiállítás, Műcsarnok, Budapest
- 1960 - Képzőművészetünk a felszabadulás után, Magyar Nemzeti Galéria, Budapest • VIII. Magyar Képzőművészeti kiállítás, Műcsarnok, Budapest
- 1981 - Szabolcs-Szatmár képzőművészete 1945-1980, Szatmár Megyei Múzeum, Szatmárnémeti, Románia

## Művek közgyűjteményekben
- Jósa András Múzeum, Nyíregyháza
- Magyar Nemzeti Galéria, Budapest

## Külső hivatkozások
- Timár község honlapja - Hírességek
- Csisztu Mihály: Eötvös Loránd portré